# Jakob Christensson
Jakob Per Olof Christensson, född 30 mars 1965, är en svensk idéhistoriker, tidigare verksam vid Lunds universitet.
Christensson är 1700-talsspecialist och inriktad på kulturhistoria. Han är sedan starten 2004 redaktör för Signums svenska kulturhistoria. Hans bok Vattenvarelser belönades med Stora fackbokspriset 2021.

## Artiklar om encyklopedier
- "En upplysningstida encyklopedists uppgång och fall", i Lychnos, 1993, sid. 109-149
- "Brockhaus på svenska - P.G. Berg och Svenskt konversationslexikon", i Biblis, Nr 29, 2005, sid. 27-44
- "I encyklopediernas trollkrets : om Bernhard Meijer och Nordisk familjebok", i Biblis, Nr 32, 2005, sid. 32-49

## Utmärkelser, ledamotskap och priser
- Ledamot av Vetenskapssocieteten i Lund (LVSL, 2002)[7]
- Cliopriset 1997
- Zibetska priset 1999
- Svenska Akademiens gustavianska stipendium 2005